# Гней Цецилий Симплекс
Гней Цецилий Симплекс (лат. Gnaeus Caecilius Simplex) — римский политический деятель второй половины I века.
О происхождении Симплекса нет никаких сведений. В 68/69 году он находился на посту проконсула Сардинии. 1 ноября 69 года Симплекс был назначен консулом-суффектом вместе с Гаем Квинтием Аттиком. Ранее в том же году он пытался (во всяком случае, такое обвинение ему было потом предъявлено в сенате) купить эту должность и подстроить гибель действующего консула-суффекта Авла Мария Цельса. Однако император Вителлий на это не согласился. Когда войска Веспасиана подходили к Риму, 21 декабря 69 года Вителлий попытался отречься от престола, передав при скоплении народа свой кинжал Симплексу, словно передавая ему верховную власть. Однако Симплекс отказался. После непродолжительной борьбы со сторонниками Веспасиана Вителлий погиб. Вероятно, Симплекс был убит в то же время.